# Vita Universale
Vita Universale (in tedesco: Universelles Leben, non ufficialmente abbreviato "UL") è un nuovo movimento religioso con sede a Würzburg, in Germania, che è descritto dai membri come parte di un grande movimento mistico cristiano. Il gruppo è stato originariamente chiamato Heimholungswerk Jesu Christi,  ma è stato conosciuto come Vita Universale dal 1984

## Organizzazione
La fondazione di Vita Universale è stata effettuata basandosi sugli insegnamenti e gli scritti di Gabriele Wittek. Questi insegnamenti sono stati resi noti come supposte rivelazioni avute direttamente da Gesù Cristo o di altri esseri spirituali, che la Wittek avrebbe ricevuto in qualità di profetessa  e che ha promulgato attraverso i suoi numerosi scritti.  Nel 2003 ha pubblicato le proprie Rivelazioni nel libro Das ist mein Wort: Alpha und Omega - Das Evangelium Jesu (Questa è la Mia Parola: Alfa e Omega - Il Vangelo di Gesù).
I membri di Vita Universale possiedono molte istituzioni, scuole, cliniche di guarigione naturale e una casa editrice oltre ad un'emittente televisiva chiamata Emittente Nuova Gerusalemme per il Regno della Pace di Gesù Cristo, che trasmette in tedesco con traduzioni in italiano, spagnolo, inglese, e francese. Possiedono anche numerose aziende agricole, che producono secondo i principi dell'agricoltura biologica.

## Simbolo
Il più importante simbolo è una “C” all'interno della quale sono inserite una porta stilizzata e una chiave. La didascalia che accompagna il simbolo recita: “Cristo, la Chiave per la porta della Vita”.

## Storia
Wittek sostiene di aver sentito le prime parole interiori dopo la morte di sua madre. Dopo un anno, nel corso di un supposto incontro spirituale le sarebbe apparsa la madre morta che le avrebbe parlato. Wittek ha affermato di aver avuto apparizioni, più tardi, anche di un essere spirituale chiamato fratello Emmanuel. E sostiene che Gesù Cristo stesso, Il 18 aprile del 1987 le avrebbe parlato direttamente in una grande rivelazione, tra le altre cose, sulla Via Interiore.
Si tratta di una scuola di pensiero mistico in cui si ritiene che Dio sia presente nelle persone e in tutti gli esseri viventi, secondo le stesse parole di Gesù nel Vangelo di Luca 17, 20:21 che disse: Il regno di Dio è dentro di voi.

## Aderenti
Il numero esatto degli aderenti alla comunità è difficile da determinare, poiché non è prevista nessuna adesione formale. La stima più favorevole riferisce che il numero dei membri raggiunga i 100.000 in tutto il mondo, di cui 40.000 in Germania, mentre la più critica porta tale numeri 10.000 e 3.000 rispettivamente. La parte più cospicua della comunità, che vive nella regione di Würzburg, lavora in grandi aziende agricole e si definisce la Comunità della Nuova Gerusalemme per il Regno della Pace di Gesù Cristo.

## Attività
Le attività di Vita Universale in Germania si concentrano principalmente in Baviera, tuttavia l'organizzazione è presente in maniera massiccia in tutte le altre regioni della Germania, così come in Austria, in Italia, in Svizzera ed in Spagna. L'Italia è stata ripetutamente visitata da Gabriele Wittek fin dall'inizio degli anni 1980, e un'associazione nazionale è stata costituita a Milano nel 1983. 
Adesso i centri di Vita Universale in Italia sono quattro: a Milano, Torino, Firenze e Verona, frequentati da circa duecento persone.  Tutto il movimento Vita Universale si riconosce interamente nell'autorità carismatica della profetessa Wittek.
Le principali attività interne di Vita Universale sono costituite dagli incontri bisettimanali (venerdì sera e domenica mattina) nelle varie sale delle comunità, durante i quali si seguono gli insegnamenti spirituali impartiti dalla profetessa Wittek o da altri membri responsabili che diffondono, attraverso dei collegamenti diretti, il messaggio proveniente dalla sede mondiale in Germania.

## Credenze
I punti di riferimento essenziali dei membri di Vita Universale sono i Dieci comandamenti, ed il Cristianesimo originario con particolare riguardo al Discorso della montagna. Credono anche nella reincarnazione e promuovono attivamente il vegetarianismo. La missione dichiarata del movimento è quella di ripristinare il Cristianesimo originario.